# Felicia 2
Felicia 2 es un barrio ubicado en el municipio de Santa Isabel en el estado libre asociado de Puerto Rico. En el Censo de 2010 tenía una población de 3230 habitantes y una densidad poblacional de 330,97 personas por km².

## Geografía
Felicia 2 se encuentra ubicado en las coordenadas 17°59′37″N 66°23′13″O / 17.99361, -66.38694. Según la Oficina del Censo de los Estados Unidos, Felicia 2 tiene una superficie total de 9.76 km², de la cual 9.7 km² corresponden a tierra firme y (0.58%) 0.06 km² es agua.

## Demografía
Según el censo de 2010, había 3230 personas residiendo en Felicia 2. La densidad de población era de 330,97 hab./km². De los 3230 habitantes, Felicia 2 estaba compuesto por el 78.14% blancos, el 10.8% eran afroamericanos, el 0.5% eran amerindios, el 0.03% eran asiáticos, el 8.05% eran de otras razas y el 2.48% pertenecían a dos o más razas. Del total de la población el 99.32% eran hispanos o latinos de cualquier raza.